# Sudelbücher

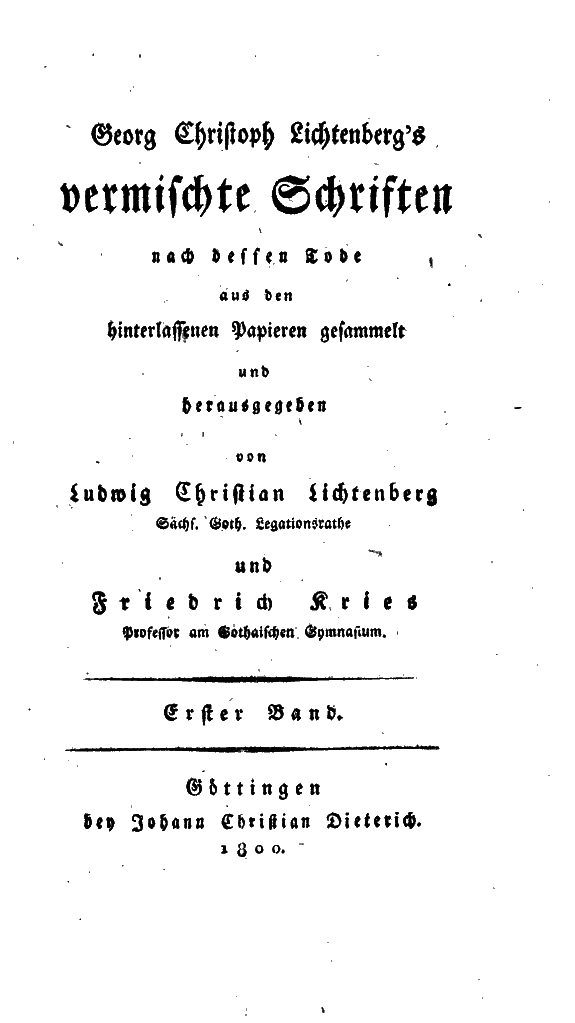
Titelblatt der ersten Veröffentlichung einer Auswahl der Sudelbuch-Notizen, Göttingen 1800

Sudelbücher werden die umfangreichen persönlichen Notizhefte und -bücher genannt, die der Mathematiker und Physiker Georg Christoph Lichtenberg (1742–1799) hinterließ.
Der Autor führte solche Hefte mit aphoristischen Einfällen und naturwissenschaftlichen Kurznotizen seit seiner Studentenzeit an der Georg-August-Universität Göttingen mit regelmäßigen Einträgen über mehr als 30 Jahre hin, von 1764 an bis zu seinem Tod. Vom geschätzten ursprünglichen Bestand der Handschriften bei Lichtenbergs Tod blieben etwa 2/3 erhalten, insgesamt etwa „anderthalb Tausend Druckseiten [...,] 10000 Notizen“. Sie befinden sich, mit wenigen Ausnahmen, im Bestand der Niedersächsischen Staats- und Universitätsbibliothek Göttingen.
Ende des 18. Jahrhunderts war der Göttinger Professor für Experimentalphysik ein europaweit bekannter und geachteter Naturwissenschaftler, Lichtenberg war außerdem zu seiner Zeit berühmt und berüchtigt für die satirische Schärfe seiner literarischen Kritiken und Polemiken. Seinen zeitüberdauernden Nachruhm aber als „einer der wichtigsten und vielseitigsten Vertreter des Zeitalters der Aufklärung in Deutschland“ und als Begründer des deutschsprachigen Aphorismus verdankt er ausgerechnet einem Werk, das der Öffentlichkeit zu seinen Lebzeiten nicht bekannt war, den erst postum erschienenen Sudelbüchern.

## Inhalte

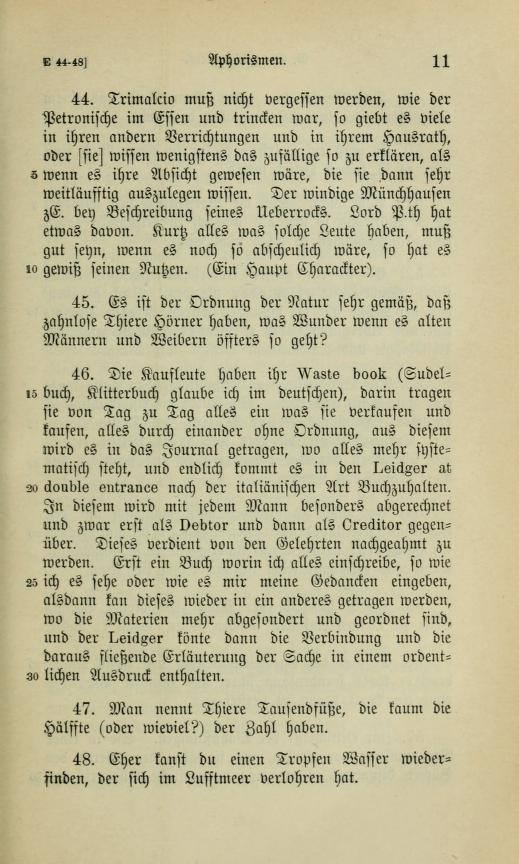
„Die Kaufleute haben ihr Waste book ...“, Sudelbuch E, Eintrag 46 (Leitzmann 1906, S. 11)

Lichtenberg sammelte in seinen Sudelbüchern eigene aphoristisch zugespitzte Einfälle neben Exzerpten und Gedanken anderer, fragmentarische philosophische und literarische Reflexionen, satirische Bemerkungen und Witze zum Tagesgeschehen und zu Zeitgenossen sowie tagebuchartige private Gedanken und Gefühle. Parallel dazu dienten ihm die Sudelbücher immer auch zur Vorformulierung mathematischer und naturwissenschaftlicher Thesen und Überlegungen.
Im 19. Jahrhundert wurde zunächst das Schlagwort „Aphorismus“ populär als Sammelbegriff für Lichtenbergs persönliche Notizen, verwendet z. B. von Heinrich Laube (1839) oder Friedrich Hebbel (1849). Diese Zuordnung blieb über populäre Teil-Veröffentlichungen und Anthologien in der Öffentlichkeit erhalten, ebenso wie für die folgenden 170 Jahre in der fachwissenschaftlichen Germanistik: Noch die erste textkritische Ausgabe der Sudelbücher durch Albert Leitzmann Anfang des 20. Jahrhunderts trägt den Titel „Georg Christoph Lichtenbergs Aphorismen“, und Leitzmanns Bewertung Lichtenbergs als „Klassiker des Aphorismus, des witzigen oder tiefsinnigen Aperçus“ führte ihn konsequent dazu, seine Veröffentlichung strikt auf die Aphorismen zu beschränken und anderes auszuschließen.
Lichtenberg dagegen verwendete zwar den Begriff „Aphorismus“ in seinen Notizen, bezog ihn aber nirgends auf sein eigenes Schreiben. Auf ihn selbst geht die Bezeichnung Sudelbücher zurück, wie schon im Jahr nach seinem Tod sein Bruder Ludwig Christian Lichtenberg anmerkte, im „Vorbericht“ zur ersten Ausgabe einer Auswahl der Aufzeichnungen Lichtenbergs. Und bereits dort wurde auf Lichtenbergs eigene Erläuterung zur Verwendung des Begriffs hingewiesen:

„Die Kaufleute haben ihr Waste book (Sudelbuch, Klitterbuch glaube ich im Deutschen), darin tragen sie von Tag zu Tag alles ein was sie verkaufen und kaufen, alles durch einander ohne Ordnung, aus diesem wird es in das Journal getragen, wo alles mehr systematisch steht, und endlich kommt es in den Leidger at double entrance nach der italiänischen Art buchzuhalten. In diesem wird mit jedem Mann besonders abgerechnet und zwar erst als Debitor und dann als Creditor gegenüber. Dieses verdient von den Gelehrten nachgeahmt zu werden. Erst ein Buch worin ich alles einschreibe, so wie ich es sehe oder wie es mir meine Gedanken eingeben, alsdann kann dieses wieder in ein anderes getragen werden, wo die Materien mehr abgesondert und geordnet sind, und der Leidger könnte dann die Verbindung und die daraus fließende Erläuterung der Sache in einem ordentlichen Ausdruck enthalten.“

Wolfgang Promies, Herausgeber der seit den 1970er Jahren maßgeblichen kommentierten Ausgabe der Sudelbücher, griff diese „zutiefst selbstironische“ (U. Joost) Charakterisierung der Aufzeichnungen im Titel seiner vollständigen Ausgabe 1968/1971 auf; im Anschluss daran etablierte sich die Bezeichnung Sudelbücher seit den 1970er Jahren in Literaturwissenschaft und Öffentlichkeit. Zwar verwendete Lichtenberg auch andere, gleichermaßen ironische Benennungen seiner Notizen (Klitterbuch, Hausbuch, Exzerpten-Buch Sparbüchse, Schmierbuch, Gedankenbuch); Sudelbuch erscheint aber als der von ihm bevorzugte Begriff, 1776 quasi programmatisch auf dem Titelblatt von Buch „F“ eingetragen.

## Rezeption
Seit der ersten Veröffentlichung von Teilen der Sudelbücher Lichtenbergs durch seinen Bruder Ludwig Christian Lichtenberg in den Vermischten Schriften (1800–1806) sind vielfach Auszüge aus den Sudelbüchern in populären Ausgaben erschienen, in Aphorismus-Auswahlen und Anthologien.
Auch wenn die Sudelbücher erst sehr spät als komplette Edition vorlagen, waren sie durch ihre fragmentarische Veröffentlichung einflussreich auf viele Schriftsteller und Denker. So nannte Kurt Tucholsky sein (literarisches) Notizbuch Sudelbuch.
Die Sudelbücher wurden in die ZEIT-Bibliothek der 100 Bücher aufgenommen.

## Entstehungsgeschichte und Systematik
Lichtenberg begann die Aufzeichnungen in den Sudelbüchern möglicherweise schon während der Schulzeit, dies lässt sich aber nicht mehr genauer rekonstruieren. Wolfgang Promies datiert den Beginn der erhaltenen Aufzeichnungen auf Herbst 1764, er merkt außerdem vorsichtig an, dass es möglicherweise schon vor 1763 entstandene Notizhefte gegeben haben könnte. Für diese Gedanken-Sammlungen nutzte der Autor zunächst noch selbst zusammengefalzte Notizhefte – seit Beginn des 20. Jahrhunderts bezeichnet die Lichtenberg-Forschung diese ältesten Hefte zusammen als Buch „A“. Von 1768 an verwendete Lichtenberg vorgefertigte Notizbücher, die er seit Anfang der 1770er Jahre, beginnend mit Sudelbuch „C“, fortlaufend mit lateinischem Großbuchstaben auf dem Deckblatt oder der ersten Seite markierte; bei seinem Tod hatte der Autor den Buchstaben „L“ erreicht.
Lichtenberg führte seine Sudelbücher mit bemerkenswerter Regelmäßigkeit – Einträge in etwa dreitägigem Rhythmus – und mit zunehmendem Ordnungswillen: Während er in den ersten erhaltenen Heften („A“) noch nicht zwischen naturwissenschaftlichen und sonstigen Einträgen unterschied, trennte er von Heft „B“ an die naturwissenschaftlichen Bemerkungen ab. Diese Unterteilung wird erstmals ab Sudelbuch „D“ innerhalb des Textkorpus selbst auffällig: Lichtenberg beschrieb die vorderen Seiten mit wissenschaftlichen Überlegungen, die hinteren desselben Notizbuchs mit allgemeinen Bemerkungen und Aphorismen.
Mit Buch „E“ entwickelte Lichtenberg für sich eine neue Methode der Seitenzählung: er schrieb seine Notizen im selben Buch gleichzeitig von vorn und von hinten einander entgegenlaufend, bis sich die Einträge in der Mitte trafen: Im vorderen Teil von „E“ finden sich mit arabischen Zahlen durchnummerierte „Reiseanmerkungen“ zur zweiten Englandreise (1774/75), im hinteren die allgemeinen Bemerkungen, mit römischen Zahlen durchnummeriert. Diese Arbeitsweise perfektionierte Lichtenberg in den späteren Sudelbüchern dahingehend, dass er die allgemeinen Gedanken und Aphorismen im vorderen Teil mit arabischer Seitenzählung sammelte, die naturwissenschaftlichen und -philosophischen Überlegungen im hinteren Teil mit römischer Paginierung, so in den Sudelbüchern „J“, „K“ und „L“, wahrscheinlich auch in den verlorenen Büchern „G“ und „H“.

## Editionsgeschichte

### Ausgaben im 19. Jahrhundert
Nach dem Tod des Autors am 24. Februar 1799 beanspruchte sein älterer Bruder Ludwig Christian Lichtenberg (1737–1812) umgehend, den bis dahin unveröffentlichten schriftlichen Nachlass zugesendet zu bekommen; an den Verleger Lichtenbergs, Johann Christian Dieterich, schrieb er:

„Was seine sämtlichen Schreibereien betrifft, es seien Briefe oder Ausarbeitungen, deren gewiß keine ungeheure Last vorhanden sein wird, so müssen diese keinem Menschen zu Gesichte gebracht werden. Sie allein werden die Güte haben, alle diese Papiere mit meiner Schwägerin zusammenzubringen, wohl einzupacken und sie wohlverwahrt, durch den sichersten Weg, an mich zu senden. Diese Vorsicht ist unumgänglich notwendig. Sie werden mich schon verstehen.“

Möglicherweise war Ludwig Christian Lichtenberg daran gelegen, Veröffentlichungen zu verhindern, die ein schlechtes Licht auf seinen Bruder selbst oder auf die Familie insgesamt hätten werfen können. Ein diplomatisch formulierter Hinweis des Verlegers auf die mögliche Qualität dieser Notizen und der eigene Lese-Eindruck brachten ihn dann aber offenbar sehr schnell dazu, sein Verdikt „Schreibereien“ zu überdenken und in den ersten beiden Bänden der Vermischten Schriften (9 Bände ab 1800) umfangreiche Auszüge aus den Sudelbüchern seines Bruders zu veröffentlichen. Die von ihm gemeinsam mit dem Schüler und Freund Lichtenbergs, Friedrich Kries, unternommene erste Edition führte direkt zum großen Erfolg der Aphorismen im 19. Jahrhundert und begründete den literarischen Nachruhm Lichtenbergs.
Daran knüpften die Söhne Lichtenbergs, Georg Christoph (1786–1845) und Christian Wilhelm (1791–1860), an, als sie anlässlich des einhundertsten Geburtstags ihres Vaters an eine erweiterte Neuausgabe der Vermischten Schriften gingen. Mit dem 14-bändigen Werk (ab 1844) wurden die naturwissenschaftlichen Schriften Lichtenbergs ausdrücklich ausgeschieden, da sie „für ein größeres Publikum überall nicht, und, bei dem jetzigen Stande der Wissenschaften, auch für die Männer von Fach im Ganzen nicht mehr von bedeutendem Interesse sein dürften“. Die Söhne orientierten sich bei ihrer Neuauflage an dem von ihrem Onkel vorgegebenem Editionsprinzip: sie ordneten wie er die Aphorismen Lichtenbergs nach Sachgruppen, nicht chronologisch. Außerdem erweiterten sie zwar den Textkorpus der Notizen um bisher unveröffentlichte Fragmente, mussten aber auch bedauernd feststellen, dass ihnen die Handschriften schon nicht mehr vollständig vorlagen.
Abgesehen vom antiquarischen Wert wären beide Ausgaben der Vermischten Schriften aus fachwissenschaftlicher Sicht eigentlich als überholt anzusehen, würden sie nicht Inhalte tradieren, auf deren Originale die moderne Forschung nicht mehr zurückgreifen kann, da die Handschriften – die Sudelbücher „G“ und „H“ sowie der größte Teil von Buch „K“ – als verloren angesehen werden müssen. Über den Grund für diesen Verlust sind einige Spekulationen angestellt worden, insbesondere dass die Familie die Bücher vernichtet haben könnte, weil in die Zeit dieser Aufzeichnungen die Liebesbeziehungen Lichtenbergs zu Maria Dorothea Stechardt (1765–1782) und zu seiner späteren Ehefrau, Margarethe Elisabeth Kellner (1768–1848), fielen. Ulrich Joost schließt diesen Zusammenhang nicht gänzlich aus, fasst aber zusammen: „Irgendeine Wahrscheinlichkeit hat es angesichts der besonderen geistigen Struktur der erhaltenen Sudelbücher, von denen man auf die verlorenen schließen mag, auf keinen Fall.“

### Textkritische und kommentierte Ausgaben
Die erste und bis heute (Stand 2016) einzige textkritische Ausgabe einer Auswahl aus den Sudelbüchern unternahm knapp 60 Jahre später der Germanist Albert Leitzmann zwischen 1902 und 1908. Leitzmann hob das Sachgruppenprinzip der Vermischten Schriften auf und sortierte die Notizen Lichtenbergs stattdessen in chronologischer Folge. Sein bleibendes Verdienst ist, dass er den Nachlass Lichtenbergs 1896 bei dessen Enkeln „aufstöberte“ und seine Neuausgabe der Sudelbücher strikt an den handschriftlichen Originalen ausrichtete. Leitzmann konnte bewirken, dass die Familie die Handschriften der Universitätsbibliothek Göttingen übergab, so dass sie gesammelt der Forschung erhalten blieben.
Leitzmann wertete – darin den Söhnen Lichtenbergs ähnlich – die naturwissenschaftlichen Notizen ab und nahm sie nicht in seine Neuausgabe auf. Dem half erst weitere 60 Jahre später Wolfgang Promies ab: Er veröffentlichte erstmals eine vollständige und umfangreich kommentierte Ausgabe der Sudelbücher und legte damit den Grundstein für die moderne Lichtenberg-Forschung wie für populäre Sammlungen der Aphorismen. Promies überprüfte Leitzmanns Werk an den Handschriften, veröffentlichte es neu (Band 1, 1968) und ergänzte es um die von Leitzmann nicht berücksichtigten naturwissenschaftlichen und -philosophischen Notizen der Sudelbücher sowie um die nicht handschriftlich erhaltenen Fragmente aus den Vermischten Schriften des Bruders bzw. der Söhne Lichtenbergs (Band 2, 1971).
Den vorläufigen Schlusspunkt der Editionsgeschichte der Sudelbücher Lichtenbergs setzte Ulrich Joost 1992 mit einer auf den ersten Blick ganz unscheinbaren Veröffentlichung: Dem bis dahin nicht zugänglichen Notizbuch Noctes, als Faksimile, mit diplomatisch-getreuer Transkription der Eintragungen, Anmerkungsapparat und einordnendem Nachwort – vorbildliches Muster für eine historisch-kritische Ausgabe der Sudelbücher, die bis heute (Stand 2016) ein Desiderat ist.

### Ausgaben derSudelbücher
Die folgenden bibliografischen Angaben verzeichnen nur die für Überlieferungsgeschichte und Forschung wichtigen Ausgaben: Die Ausgaben des Bruders (1800/01) und der Söhne Lichtenbergs (1844) bewirkten den literarischen Nachruhm Lichtenbergs und enthalten Einträge, zu denen die handschriftlichen Originale verloren sind; Leitzmanns Ausgabe (1902 bis 1908) ist die einzige diplomatisch-textkritische; die Ausgabe von Promies (1968/71) ist die einzige vollständige. Noctes schließlich (1993) ist die einzige erhaltene Vorform der Sudelbücher; die Faksimile-Ausgabe des Germanisten Ulrich Joost erlaubt Rückschlüsse zum Schaffensprozess Lichtenbergs.
Soweit nicht anders vermerkt: Alle Weblinks auf Digitalisate der Sudelbücher-Ausgaben zuletzt abgerufen am 29. Januar 2015.
- Georg Christoph Lichtenberg's vermischte Schriften. Nach dessen Tode aus den hinterlassenen Papieren gesammelt und herausgegeben von Ludwig Christian Lichtenberg und Friedrich Kries. 9 Bände, Verlag der Dieterichschen Buchhandlung, Göttingen 1800 bis 1806.
Nach Sachgebieten geordnete Auswahl aus den Sudelbüchern in den Bänden 1 und 2; Digitalisate (Google Books): Band 1, Göttingen 1800, Band 2, Göttingen 1801.
- Georg Christoph Lichtenberg's vermischte Schriften. Neue vermehrte, von dessen Söhnen veranstaltete Original-Ausgabe. 14 Bände, Verlag der Dieterichschen Buchhandlung, Göttingen 1844 bis 1853.
Auswahl von 1800 übernommen und ergänzt; aus den Sudelbüchern in den Bänden 1 und 2; Digitalisate (Google Books): Band 1, Göttingen 1844, Band 2, Göttingen 1844.
- Georg Christoph Lichtenbergs Aphorismen. Nach den Handschriften herausgegeben von Albert Leitzmann, 5 Hefte, B. Behr’s Verlag, Berlin 1902 bis 1908 (Reihe Deutsche Literaturdenkmale des 18. und 19. Jahrhunderts, Nr. 123, 131, 136, 140 und 141).
Auswahl der „Aphorismen“; Digitalisate (Internet Archive): Erstes Heft: 1764–1771, Berlin 1902, Zweites Heft: 1772–1775, Berlin 1904, Drittes Heft: 1775–1779, Berlin 1906, Viertes Heft: 1789–1793, Berlin 1908, Fünftes Heft: 1793–1799, Berlin 1908.
- Georg Christoph Lichtenberg. Schriften und Briefe. Herausgegeben und kommentiert von Wolfgang Promies. 4 Bände und 2 Kommentarbände, Hanser Verlag, München 1967 bis 1992; darin:
  - Band 1: Sudelbücher I, München 1968 (21973, 31980), ISBN 3-446-10800-9 (enthält: Sudelbücher A bis F sowie J bis L).
  - Band 2: Sudelbücher II, München 1971 (21975, 31991), ISBN 3-446-10802-5 (enthält: Nachträge zu Band 1, Sudelbücher G und H, Füllhornbuch, Goldpapierheft, Miszellenheft, Materialhefte, Tagebücher).
Band 1 fußt auf der – an den Handschriften überprüften und ergänzten – Ausgabe Leitzmanns, 1902 ff; Band 2 sammelt die von Leitzmann nicht berücksichtigten Notizen.
  - auch als Band 1 und 2 in: Georg Christoph Lichtenberg, Schriften und Briefe, herausgegeben und kommentiert von Wolfgang Promies, Zweitausendeins, Frankfurt/Main 1994 (61998), ISBN 3-86150-042-6 (Lizenzausgabe (vollständiger Nachdruck) der Edition des Hanser-Verlags; Digitalisate beim Internet Archive: Band 1, Band 2).
- Noctes. Ein Notizbuch. Faksimile mit einem Nachwort und Erläuterungen herausgegeben von Ulrich Joost, 2., durchgesehene Auflage (31993), Wallstein Verlag,  Göttingen 1992, ISBN 978-3-89244-054-3 (Teildigitalisat, Google-Books).

### Sekundärliteratur
- Albrecht Schöne: Aufklärung aus dem Geist der Experimentalphysik. Lichtenbergsche Konjunktive. Verlag C. H. Beck, München 1982 (31993), ISBN 978-3-406-09087-5
- Wolfgang Promies: Kommentar zu Band I und Band II [zu ders.: Lichtenberg, Schriften und Briefe], Hanser Verlag, München 1992, ISBN 3-446-11971-X
auch als Kommentarband in: Georg Christoph Lichtenberg, Schriften und Briefe, herausgegeben und kommentiert von Wolfgang Promies, Zweitausendeins, Frankfurt/Main 1994 (61998), ISBN 3-86150-042-6[35] (Lizenzausgabe (vollständiger Nachdruck) der Edition des Hanser-Verlags; Digitalisat beim Internet Archive: Band 1+2, Kommentar)
- Ulrike Freiling  (2001): SprachSinnlichkeit. Wahrnehmung, Erkenntnis und Sprache in den Schriften Georg Christoph Lichtenbergs, Diss., Marburg, online-Publikation, SprachSinnlichkeit: Wahrnehmung, Erkenntnis und Sprache in den Schriften Georg Christoph Lichtenbergs Dissertation von Ulrike Freiling (Marburg 2000)
- Ulrich Joost: „Schmierbuchmethode bestens zu empfehlen“. Sudelbücher? In: Ulrich Joost, Stephan Oettermann, Sibylle Spiegel (Konzeption): Georg Christoph Lichtenberg 1742-1799, Wagnis der Aufklärung, Hanser Verlag, München 1992 (Ausstellungskatalog), S. 19–48, ISBN 978-3-446-17040-7
(Aufsatz, S. 19–23, Faksimiles, Transkriptionen und detaillierte Beschreibungen zu den Handschriften der Sudelbücher, S. 24–48)
- Ulrich Joost: „Schmierbuchmethode bestens zu empfehlen“. Lichtenbergs ,Sudelbücher’ – Aphorismen? In: Jean Mondot (Hrsg.): Les Aphorismes de Lichtenberg. Lectures d’une oeuvre, Paris 2001, S. 24–35 (d. i. revidierte und erweiterte Fassung des Aufsatzes im Ausstellungskatalog 1992, Online (PDF) auf der Webpräsenz der Lichtenberg-Gesellschaft; bietet gleichzeitig einen Einstieg in die wichtigste Forschungsliteratur zu den Sudelbüchern bis 2001)

Allgemeine bibliografische Sammlungen und Dokumente, zur Vorbereitung einer umfassenden Lichtenberg-Bibliografie, bietet die Lichtenberg-Gesellschaft (online).

### Digitalisate der Manuskripte
Die Original-Manuskripte der erhaltenen Sudelbücher werden in der Universitätsbibliothek Göttingen aufbewahrt und stehen, seit 2017 vollständig digitalisiert, online zur Verfügung:
- Sudelbuch A1, Signatur UB-Göttingen: Cod. Ms. Lichtenberg IV, 20.
- Sudelbuch A2, Signatur UB-Göttingen: Cod. Ms. Lichtenberg IV, 21.
- Sudelbuch A3, Signatur UB-Göttingen: Cod. Ms. Lichtenberg IV, 22.
- Sudelbuch A4, Signatur UB-Göttingen: Cod. Ms. Lichtenberg IV, 23.
- Sudelbuch A5, Signatur UB-Göttingen: Cod. Ms. Lichtenberg IV, 24.
- Sudelbuch B, Signatur UB-Göttingen: Cod. Ms. Lichtenberg IV, 26.
- Sudelbuch C, Signatur UB-Göttingen: Cod. Ms. Lichtenberg IV, 27.
- Sudelbuch D, Signatur UB-Göttingen: Cod. Ms. Lichtenberg IV, 28.
- Sudelbuch E, Signatur UB-Göttingen: Cod. Ms. Lichtenberg IV, 29.
- Sudelbuch F, Signatur UB-Göttingen: Cod. Ms. Lichtenberg IV, 30.
- Sudelbuch J, Signatur UB-Göttingen: Cod. Ms. Lichtenberg IV, 31.
- Sudelbuch K, Signatur UB-Göttingen: Cod. Ms. Lichtenberg IV, 32.
- Sudelbuch KA, Signatur UB-Göttingen: Cod. Ms. Lichtenberg IV, 25.
- Sudelbuch L, Signatur UB-Göttingen: Cod. Ms. Lichtenberg IV, 33.